# 通力電子
通力電子控股有限公司，簡稱通力電子控股，以及通力電子（英語：Tonly Electronics Holdings Limited，港交所除牌前：1249.HK），於2000年由TCL多媒體科技控股有限公司，成立「TCL通力電子（惠州）有限公司」。
主席為袁冰。總部位於惠州。
2013年2月初，TCL多媒體計劃以實物分派方式分派「通力電子」小股東，也就是現有音視訊產品之OEM（原設備製造）
及ODM（原設計製造）業務，到了2013年4月初，已證實以實物分派方式分派「通力電子」100%予給小股東，由於是分拆和不涉及發行新股，因此只作介紹形式上市。
到了2013年6月和7月份，被港交所上市委員會通過分拆，而上市日期則原為2013年8月14日。但由於受到颱風影響，在2013年8月13日，有關相應作出調整。最後根據香港天文台於中午12時，八號東南烈風或暴風信號仍然生效，港交所宣佈全日休市，而上市日期改為2013年8月15日。

## 連結
- tonlyele.com （页面存档备份，存于）